# Jürgen Holdorf
Jürgen Holdorf (* 1956) ist ein deutscher Schauspieler, Synchron-, Hörbuch- und Hörspielsprecher.

## Leben und Wirken (Auswahl)
Nachdem Jürgen Holdorf zunächst ein Germanistik-Studium und eine anschließende Ausbildung als Speditionskaufmann abgebrochen hatte, widmete er sich nach einer Ausbildung am Margot-Höpfner-Studio in Hamburg der Schauspielkunst. Er hatte u. a. Engagements an der Landesbühne Rheinland-Pfalz, der Komödie Kassel, dem Altonaer Theater und dem Ernst-Deutsch-Theater. Als Synchronsprecher war er in den Serien King of Queens, Cranford, Borgen – Gefährliche Seilschaften, Die Sopranos, Die Avengers – Die mächtigsten Helden der Welt, Lark Rise to Candleford und in den Anime Naruto, Naruto Shippuden und Noragami engagiert.
Auch als Hörspiel- und Hörbuchsprecher war Holdorf aktiv, so hat er seit Folge 71 der Serie Geisterjäger John Sinclair als Ansage eine feste Rolle inne und sprach Gastrollen in Die drei ???, Ein Fall für TKKG, Fünf Freunde und Peter Lundt. Zu den von ihm gelesenen Hörbüchern gehören u. a. Werke von Martina André sowie die Dämonensaga von Peter V. Brett. Auch in Computerspielen hat er Charakteren seine Stimme geliehen, so z. B. in Deponia, Chaos auf Deponia, Goodbye Deponia, Das Schwarze Auge: Satinavs Ketten, Fallout 4, Mass Effect 2, World of Warcraft, League of Legends, Medal of Honor: Airborne und Wolfenstein II: The New Colossus.
Zur von Holdorf eingelesenen Hörbuchproduktion Europa braucht den Euro nicht, die auf dem gleichnamigen Werk Thilo Sarrazins basiert, schrieb Stefan Kuzmany 2012 auf Spiegel Online, dass es „eine weise Entscheidung“ des Verlags gewesen sei, „die ungekürzte Hörbuch-Version nicht vom Autor selbst, sondern von Jürgen Holdorf einsprechen zu lassen, einem Schauspieler, der auch schon bei den ‚Die drei ???‘-Hörspielen mitgemacht hat.“

## Serien (Auswahl)
- King of Queens als Patrick O'Boyles 2. Stimme
- Naruto
- Naruto Shippuden als Jiraiya
- Borgen – Gefährliche Seilschaften als Philip Christensen
- Bob’s Burgers als Sergeant Bosco
- Designated Survivor als Jason Atwood
- Akuma no Riddle als Schulleiter
- Borgen - Macht und Ruhm als Philip Christensen
- Power Rangers Ninja Steel als Rygore
- Yellowstone, als Lloyd
- The Seven Deadly Sins: Dragon's Judgement als Dämonenkönig

## Computerspiele (Auswahl)
- Skyrim als Sheogorath, Kaiser Titus Mede, Hermaeus Mora
- Elder Scrolls Online als Sheogorath und weitere

## Hörbücher (Auswahl)
- 2012: Thilo Sarrazin: Europa braucht den Euro nicht. der Hörverlag, ISBN 978-3-8445-0935-9.
- 2013: Yuval Noah Harari: Eine kurze Geschichte der Menschheit, ISBN 978-3-8445-3849-6.
- 2013: Ulrich Hefner: Blutinsel. Radioropa Hörbuch, ISBN 978-3-8368-0712-8.
- 2014: Alexis Ragougneau: Die Madonna von Notre-Dame, Hörbuch Hamburg & BookBeat
- 2015: Elke Bergsma: Tödliche Saat: Ein Ostfrieslandkrimi.
- 2017: Barbara Wendelken: Das Dorf der Lügen.
- 2018: Larry Correia: Sohn des schwarzen Schwertes (Sage des vergessenen Kriegers 1, Audible exklusiv)
- 2019: Hansjörg Thurn: Earth – Die Verschwörung, Hörbuch Hamburg, ISBN 978-3-8449-1983-7
- 2021: Dirk Trost: Rattenbrüder für Greetsiel (Audible exklusiv)
- 2021: Daniel Kahneman, Olivier Sibony & Cass R. Sunstein: Noise: Was unsere Entscheidungen verzerrt – und wie wir sie verbessern können, der Hörverlag, ISBN 978-3-8445-4114-4
  - 2021 selbiges als ungekürzter Hörbuch-Download, ISBN 978-3-8445-4144-1
- 2021: Peter V. Brett: Der Prinz der Wüste (Demon Zyklus 7), Random House Audio, ISBN 978-3-8371-5664-5 (Hörbuch-Download)
- 2022: Stephen Baxter: Artefakt – Sterneningenieure (Artefakt 2, Audible exklusiv)
- 2023: Dirk Trost: Wasserschlag für Greetsiel (Jan de Fries 10, Audible exklusiv)
- 2024: Elke Bergsma: Windbruch (Büttner und Hasenkrug ermitteln, Band 1, Audible & BookBeat)
- 2025: Elke Bergsma: Siedepunkt (Büttner und Hasenkrug ermitteln, Band 36, Audible & BookBeat)